# قلعه ابرنبورگ
قلعه ابرنبورگ (آلمانی: Burg Ebernburg) قلعه‌ای در شمال شهرک باد مونسر آن در اشتاین-ارنبورگ در ایالت راینلاند-فالتس آلمان است.